# Mansôa
Mansôa és una vila i un sector de Guinea Bissau, situat a la regió d'Oio. Té una superfície 1.097 kilòmetres quadrats. En 2008 comptava amb una població de 46.917 habitants, dels que 7.376 vivien al nucli urbà.